# Эльдарханов, Таштемир Эльжуркаевич
Таштеми́р Эльжурка́евич Эльдарха́нов (1 апреля 1870, Гехи, Чечня, Российская империя — 14 ноября 1934, Грозный, Чечено-Ингушская автономная область, СССР) — чеченский революционер, просветитель, писатель, общественный, политический и государственный деятель, депутат Первой и Второй государственных Дум.

## Биография

### Ранние годы
Таштемир Эльдарханов родился 1 апреля 1870 года в селе Гехи в крестьянской семье. Обнаружил склонность к учёбе и в семь лет был определён в единственную в Чечне горскую школу в Грозном. После её окончания поступил во Владикавказское реальное училище.
В 1893 году Эльдарханов окончил Тифлисский учительский институт. В течение пяти лет работал в Майкопе, затем в Грозненской горской школе.
В студенческие годы Таштемир Эльдарханов начал собирать в архивах Тифлиса и Владикавказа образцы устного творчества чеченцев. В 1900 году опубликовал в «Сборнике материалов для описания местностей и племён Кавказа» несколько чеченских легенд на русском языке. В 1911 году в Тифлисе был издан подготовленный им первый чеченский букварь.

### Начало политической деятельности

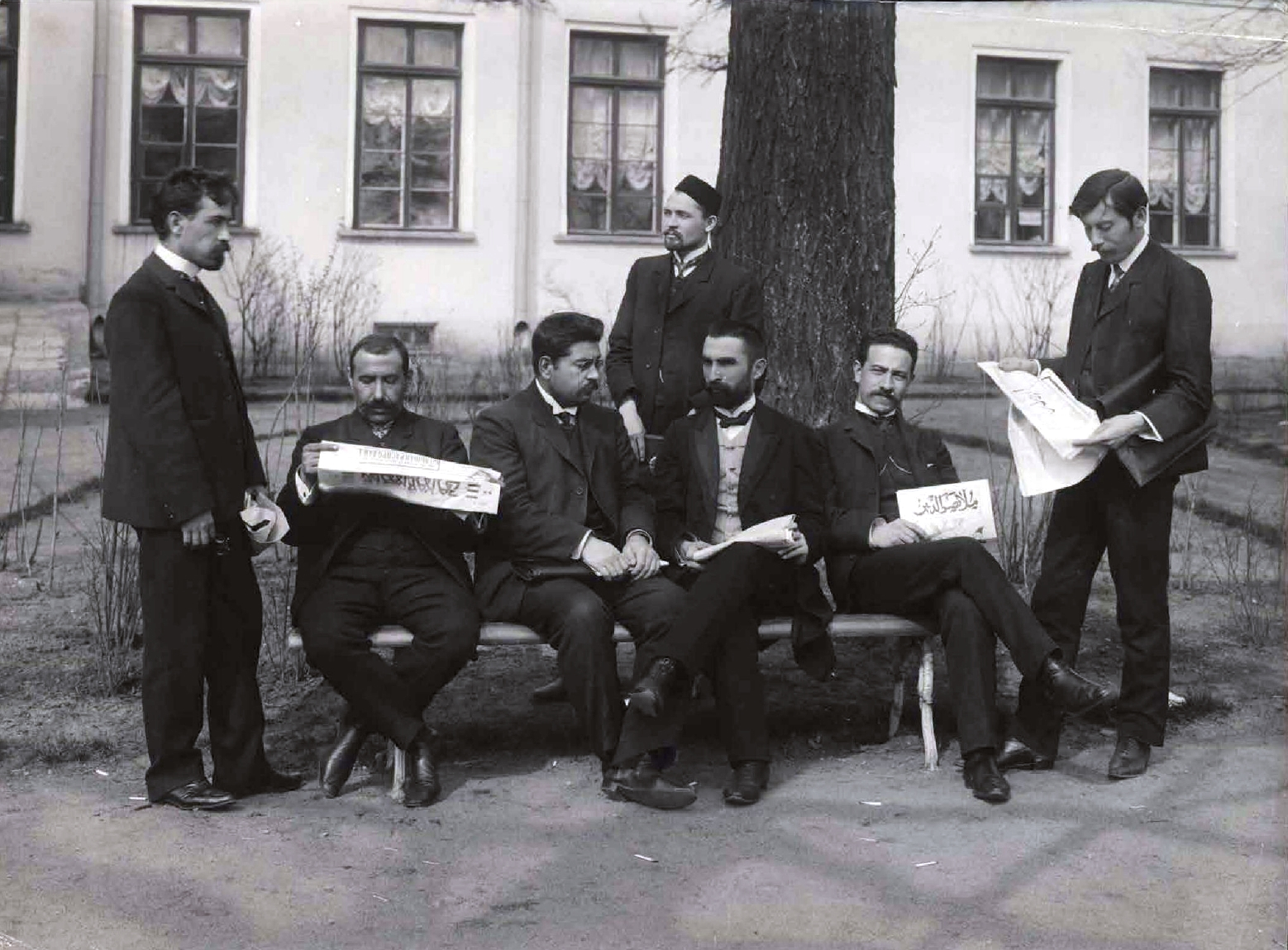
Депутаты II Государственной думы Российской империи. Стоят: Х. Хасмамедов, К. Г. Хасанов, Р. М. Медиев; сидят: А. А. Кардашев, З. Э. Зейналов, Т. Э. Эльдарханов, М. Г. М. Махмудов.

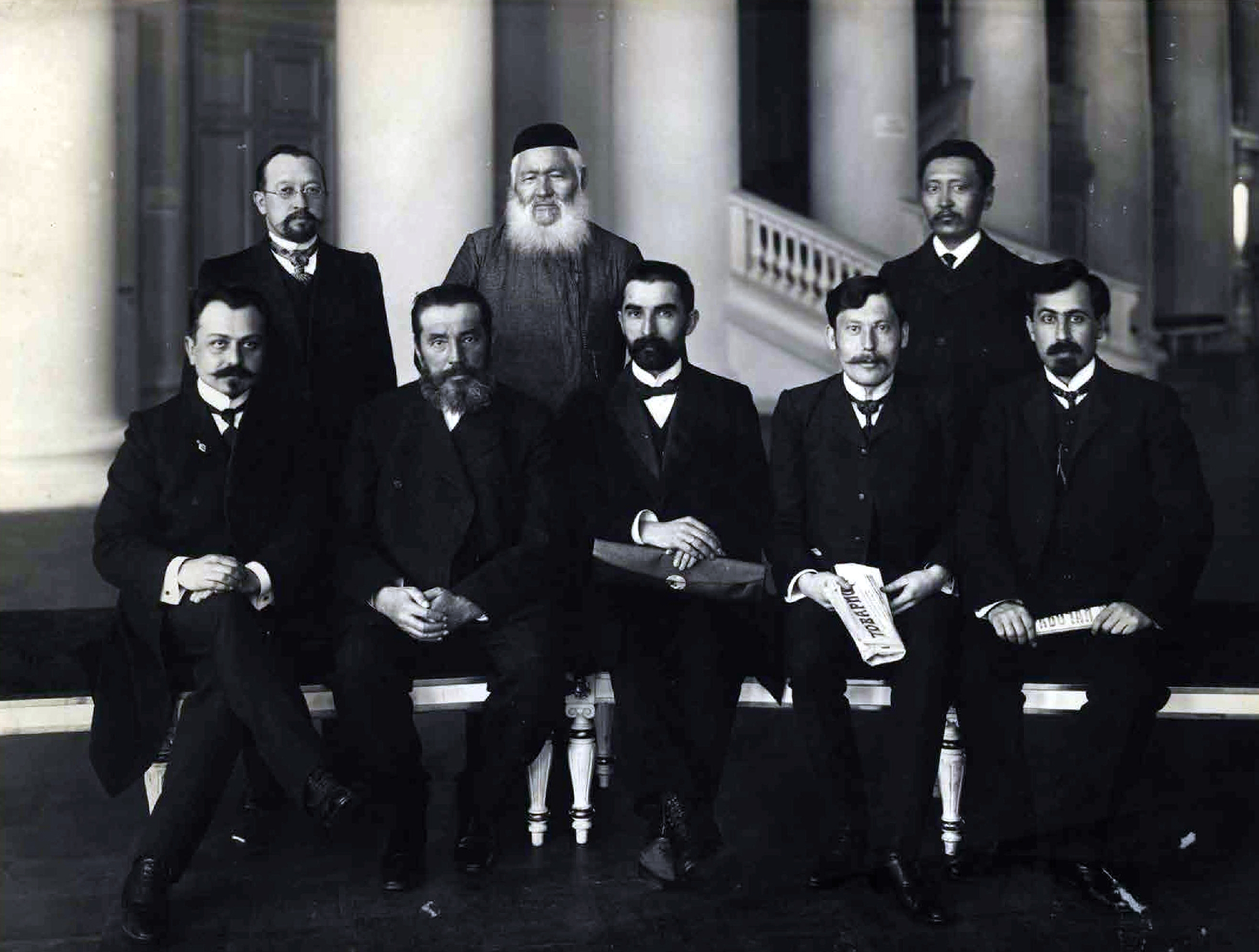
Группа депутатов-мусульман 2-й Государственной думы (сидят слева направо): Фатали Хан-Хойский, Шах-Айдар Сыртланов, Таштемир Эльдарханов, Решид Медиев, Халил Хас-Мамедов. Стоят: Муххамед-Акрам Биглов, Шахбал Сейфетдинов, Ахмед Беремжанов.

Педагогическая и общественная деятельность Эльдарханова совпала с периодом развития революционного движения. Он посещал митинги, стремился понять суть происходящих событий. Бывая в аулах, пропагандировал демократические идеалы. Поэтому его уволили из школы по мотивам «политической неблагонадёжности».
В 1906 году был избран в Первую Думу депутатом от Терской области. Эльдарханов надеялся соединить на интернациональной основе трудящихся в борьбе против самодержавия.
9 июля 1906 года Первая Дума была разогнана. 6 февраля 1907 года на собрании выборщиков от крестьян и городских жителей Терской области Таштемир Эльдарханов, уже ставший к тому времени известным общественным деятелем, был избран депутатом во Вторую Думу.
После роспуска Второй Государственной Думы Эльдарханов вернулся в Грозный. Однако власти запретили ему преподавание в школах Терской области. Он уехал в Баку, где работал в системе просвещения до Февральской революции 1917 года.

### Революция и гражданская война

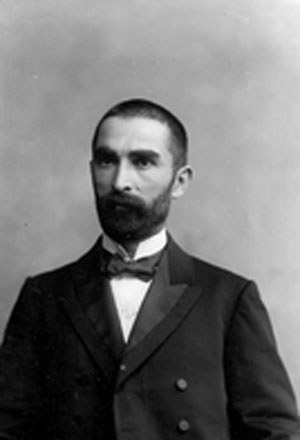
Т. Эльдарханов, 1912?

После Февральской революции он вернулся в Чечню и активно включился в революционное движение. Эльдарханов был убеждён, что историческая перспектива горских народов связана с революционной Россией. Большевики привлекли его для разъяснительной работы среди солдат «дикой дивизии», шедшей на Петроград. В результате деятельности Эльдарханова и его товарищей части дивизии, составлявшие ударную силу корниловских войск, были остановлены без единого выстрела.
В период Стодневных боёв с августа по ноябрь 1918 года Гойтинский Совет, руководимый Эльдархановым, возглавил борьбу против белоказаков. В осажденный Грозный были посланы отряды чеченских красноармейцев, организована помощь продовольствием и боеприпасами.
Вскоре после окончания этих боев в Чечено-Ингушетию вошли войска Деникина. Части Красной Армии, под натиском превосходящих сил противника, были вынуждены отступить из Владикавказа и Грозного.

### Советский период

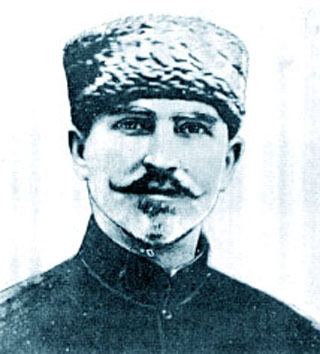
Таштемир Эльдарханов, советский период.

После освобождения Грозного в горских районах Чечено-Ингушетии были созваны народные съезды, которые высказались за Советскую власть. Председателем Чеченского ревкома, по рекомендации председателя РВС Кавказского фронта и Северо-Кавказского ревкома Г. К. Орджоникидзе, был назначен Т. Эльдарханов.
В августе 1920 года на первом съезде Советов Чечни Эльдарханов был избран председателем областного исполкома. Впоследствии он был избран на пост председателя ЦИКа Горской АССР с сохранением за ним должности председателя Чеченского облисполкома. После образования в 1922 году Чеченской автономной области Эльдарханов работал председателем областного ревкома. На съезде Советов Чечни в августе 1923 года он был избран председателем исполкома Чеченской автономной области. В том же году из-за внутрипартийных противоречий ему пришлось оставить пост руководителя областной партийной организации. После этого вплоть до 1989 года во главе Чеченского, а затем Чечено-Ингушского обкома КПСС не было работников из числа вайнахов.
После образования Северо-Кавказского края Эльдарханов был назначен председателем Национального Совета при крайисполкоме и переехал в Ростов-на-Дону.
Эльдарханов был делегатом 8, 10, 11 и 12 Всероссийских съездов Советов, членом ВЦИКа 10, 11, 12 созывов, членом ЦИК СССР 1, 2, 3 созывов от Чеченской автономной области. В 1929 году он вернулся в Грозный. Последние годы своей жизни Эльдарханов занимал руководящие должности в объединении «Грознефть». Он скончался 14 ноября 1934 года после непродолжительной болезни.

## Память
- В 1959 году Урус-Мартановский райком КПСС принял решение об увековечении памяти Эльдарханова. Однако это решение было отменено Чечено-Ингушским обкомом партии со следующей формулировкой:

Т. Э. Эльдарханов в годы установления Советской власти пользовался услугами религиозного авторитета Али Митаева.
- Именем Эльдарханова названы улицы в сёлах Шалажи[4], Гехи[5] и ряде других населённых пунктов Чечни.